# 11004 Stenmark
11004 Stenmark è un asteroide della fascia principale del diametro medio di circa 24,24 km. Scoperto nel 1980, presenta un'orbita caratterizzata da un semiasse maggiore pari a 3,2236848 UA e da un'eccentricità di 0,1541170, inclinata di 16,73859° rispetto all'eclittica.
Il suo nome è dedicato allo svedese Lars Stenmark.